# Kylix ianthe
Kylix ianthe é uma espécie de gastrópode do gênero Kylix, pertencente a família Drilliidae.